# ولوین گاردن سیتی
longitudeولوین گاردن سیتیlatitudeولوین گاردن سیتی
ولوین گاردن سیتی (به انگلیسی: Welwyn Garden City) یک شهرک در بریتانیا است که در Welwyn Hatfield واقع شده‌است.

## خصوصیات
ولوین گاردن سیتی ۴۳٬۲۵۲ نفر جمعیت دارد.